# Мелисе де Уинтер
Мелисе де Уинтер (на нидерландски: Melise de Winter) е нидерландска актриса.

## Участия в дублажи
- „Уинкс Клуб“ – Шимера
- „Големите шпионки“ – Манди и Фиби
- „Уич – Елион